# NGC 2759
NGC 2759 este o galaxie lenticulară situată în constelația Linxul. A fost descoperită în 20 martie 1787 de către William Herschel. Se află la o distanță de 98,97 de megaparseci de Pământ.